# Тодювци
То̀дювци е село в Северна България, община Елена, област Велико Търново.

## География
Село Тодювци се намира на около 30 km югоизточно от областния център град Велико Търново и около 5 km юг-югозападно от общинския център град Елена. Разположено е в Елено-Твърдишка планина, в долината на течащата на север река Веселина. Реката тече покрай селото от запад и от север, където в нея се влива течащ от източната страна на селото неин десен приток. Долинните склонове са гористи. Надморската височина в центъра на селото при сградата на читалището е около 429 m, на юг нараства до около 440 m, а на североизток при устието на притока на река Веселина намалява до около 410 m.
Общински пътища водят от село Тодювци:
- на север покрай селата Султани, Карандили и Мирчовци и през село Багалевци до град Елена и връзка там с третокласния републикански път III-662 (Твърдица – Елена);
- на югоизток през селата Веселина и Мариновци до връзка с третокласния републикански път III-662;
- на юг през селата Добревци, Пейковци и Дрента до село Горни край.

Землището на село Тодювци граничи със землищата на: град Елена на север; село Буйновци на североизток; град Твърдица на юг-югоизток (граничен участък около 170 m); село Дрента на юг; село Войнежа на запад; село Средни колиби на запад-северозапад; село Шилковци на северозапад; село Яковци на север-северозапад.
Населението на село Тодювци, наброявало 271 души при преброяването към 1934 г., постепенно намалява до 135 към 2000 г. и 53 (по служебен документ на НСИ от 31.12.2023 г.) към 2023 г.
При преброяването на населението към 1 февруари 2011 г., от обща численост 50 лица, за 48 лица е посочена принадлежност към „българска“ етническа група.

## История
Село Тодювци е в България от 1878 г., след Освобождението ѝ.
В списъка на населените места по преброяването на 1 януари 1881 г. Тодювци е записано като „градец“ с население 2457 души. В Списъка на общините в Княжество България, издаден от Министерството на вътрешните работи (отпечатан през 1891 г.), фигурира Тодювска селска община (с общо 967 жители), включваща следните 11 махали: Аплаци с 19 жители; Багалевци със 100 жители; Бейковци със 116 жители; Дуковци с 59 жители; Карандили с 57; Киревци със 100 жители; Мирчовци с 28 жители; Папратлива със 172 жители; Райновци с 46 жители; Султани с 60 жители; Тодювци с 210 жители. От началото на 20 век споменаваното до тогава предимно като махала Тодювци се посочва неизменно като село.
Тодювци е старо селище. Според местна легенда началото му е сложил през средата на XV век пресѐления от полето тук дядо Тодю. Той си направил в началото малка чобанска къща западно от местността „Юрта“. По-късно слиза и построява къщи и за синовете си в местността „Тодюва лъка“, където е днес селото. На река Веселина били направени воденици караджейки. Наследниците на дядо Тодю се скарали за имота му и се разделили на два лагера: Гуньовци се заселили в лявата половина на селото, а Кьорчовци в дясната.
В книгата на Петранка Дацкова-Луканчевска „Големият Дацков род – клонесто дърво в полето с жилави балкански корени“ пише следното:
“В годините през първата половина на 15-ти век, историята ни дава сведения за едно заселване на хора със свободолюбив дух... и прадядото на нашите прадеди дядо Тодю, неизвестно откъде се е изселил и се заселил на юрта. Предпочел, както мнозина, свободата, въпреки несгодите на живота... Такова е съдържанието на материала, отпечатан във в-к „Кичук Букурещки новини", бр. 1/1933 г. издаван в с. Тодювци."
До 1830 г. Тодюва махала се състояла от около 30 къщи и се водела административно към Султанска община (мах. Султани). Същата година се обединяват Султанската и Папратливската община и Тодювци става община. Селото се утвърждава като средище на 19 махали, намиращи се в околностите му. По данни на руското военно разузнаване, през 1877 г. то имало 32 къщи. Къщите му били двукатни и добре подредени, изобщо селото имало хубав вид и са го наричали Кючук Букурещ (Малък Букурещ).
Поминъкът на населението е животновъдство, земеделие, дърводобив и гурбетчийство. Преди Освобождението и след това драгомани водели жетвари и косачи в Южна България „на руманя̀“. Много мъже отивали градинари по други краища на страната и в други страни.
Населението на селото взема дейно участие във Велчовата завера (1835 г.), като дава 22 жертви.

## Религии
Православната църква „Успение на Пресвета Богородица“ е построена през 1858 г. Осветена е през април 1873 г. от Великотърновския митрополит Иларион Макариополски.

## Обществени институции
Кметство Тодювци е закрито и изпълнителната власт в селото към 2024 г. се упражнява от кметски наместник.
От 1858 г. учител в селото става Сава Катрафилов. След построяването на църквата през 1858 г. се взема решение да се построи през 1859 г. училищна сграда. През 1860 г. училището започва да функционира. Летописни бележки за работата на училището няма. През 1891 г. е построена нова, масивна училищна сграда с 3 класни стаи. Неизвестно е кога училището е преименувано на основно училище „Свети цар Борис“, макар и без прогимназиални класове. Прогимназия се открива от 1934 г. През 1947 г. училището е преименувано на „Христо Ботев“. Поради намаляването на броя на учениците, през 2000 г. училището е закрито. В построената през 1968 г. в Тодювци училищна сграда се настанява Домът за деца и юноши, преместен тук от град Елена.
Читалище „Надежда – 1904“ в село Тодювци е основано през 1904 г. Сградата на читалището е построена през 1936 – 1939 г. Първи председател е Иван Д. Мирянов. През 1940 г. е построен читалищен салон, комбиниран с помещения за общината и пощенската станция.

## Културни и природни забележителности
В землището на село Тодювци се намират:
- част от защитената местност „Главите“;[16]
- защитената местност „Слона“.[17]

## Редовни събития
Ежегодният събор на селото се провежда през последната събота от месец август. Събират се около 100 – 120 човека. Освен с родови срещи, той е известен с футболния мач между отборите на село Тодювци и село Дрента, а вечерта завършва с вечеринка, на която за настроението на гостите се грижат специално поканени музиканти. Вечерта ухае на скара и се вият кръшни хора.

## Други
През 1936 г. до камбанарията на църквата е направен паметник на загиналите във войните 1912 – 1918 г., а в средата на черковния двор има паметник на загиналите в Общоевропейската война 45 войника от енорията. На сградата на училището са поставени паметни плочи за поп Сава Г. Катрафилов и Юрдан Ненов.
Петранка Дацкова е Заслужил деятел на културата, носител на орден „Кирил и Методий“, I и II степен, тя е първият носител на наградата „Никола Икономов“ в Разград.